# A Blur of Time
A Blur of Time is het tweede en laatste muziekalbum van de Amerikaanse band Vanderhoof, de band rondom Kurdt Vanderhoof. Het album bood meer melodieuze progressieve rock dan het vorige album en kan daardoor gezien worden als een opstapje naar Presto Ballet. Het album is opgenomen in Seattle, The English Channel.
Vanderhoof startte vervolgens Presto Ballet dat in 2005 kwam met Peace Among the Ruins.

## Musici
- Kurdt Vanderhoof – gitaar, mellotron baspedalen, toetsen, zang
- Drew Hart – zang
- Kirk Arrington – slagwerk
- Brain Cokeley – hammondorgel, piano, zang

## Composities
| Nr. | Titel                                                       | Duur |
| --- | ----------------------------------------------------------- | ---- |
| 1.  | 30 thousand feet (Hart, Vanderhoof, Arrington)              | 5:48 |
| 2.  | Electric love song (Hart, Vanderhoof)                       | 4:33 |
| 3.  | High street (Vanderhoof)                                    | 5:03 |
| 4.  | Nowhere train (Hart, Vanderhoof, Arrington, Chris Jacobson) | 5:07 |
| 5.  | 3:00 am (Hart, Vanderhoof, Arrington, Smith)                | 7:40 |
| 6.  | Un-changed (Hart, Vanderhoof)                               | 4:51 |
| 7.  | If there’s a song (Vanderhoof, Hart)                        | 5;12 |
| 8.  | Brand new light (Vanderhoof)                                | 4:28 |
| 9.  | Sleeping giant (Vanderhoof, Arrington, Smith)               | 3:43 |
| 10. | Sonic blur (Hart, Vanderhoof)                               |      |